# Jasmine Richards
Jasmine Richards, née le 28 juin 1990, est une actrice canadienne connue pour le rôle de Margaret "Peggy" Dupree dans Camp Rock aux côtés de Demi Lovato et les Jonas Brothers.

## Biographie
Jasmine Richards est née à Scarborough (Ontario - Canada) mais a grandi à Oakville où elle vit actuellement.

## Filmographie
- 2005 : Devotion : Alice Hope
- 2005 - 2007 : La Vie selon Annie : Margaret Browning-Levesque
- 2007 : Da Kink in My Hair : Lauren - Série (saison 1, épisode 2).
- 2007 : Objection! : Tara Bohun
- 2008 : Princess : Skater Girl - Pour la télévision (ABC Family)
- 2008 : Camp Rock : Margaret "Peggy" Dupree - Film
- 2010 : Camp Rock 2 : Margaret "Peggy" Dupree - Film
- 2011 : Jessica King : Dawn Demaris - Série (saison 1, épisodes 4-5).
- 2011 : The Listener : Jane Miller - Série (saison 2, épisode 5 - Les Ripoux).